# Відкрита постановка
Відкрита постановка — метод гри на ударній установці, у якому руки, що грають на хай-хеті й малому барабані не перехрещуються.
Звичайно, ударник-правша грає на хай-хеті правою рукою й на малому барабані - лівою, для цього при стандартній ударній установці потрібно схрещувати руки. Замість цього, при відкритій постановці грають на хай-хеті лівою рукою, а на малому барабані - правої.
Використання цієї постановки дає кілька переваг. Оскільки не треба часто перехрещувати руки, збільшується їхня рухливість, гра зі схрещеними руками незручна деяким ударникам. Ця постановка зручна для використання хай-хета в заповненнях (fill). Також, діти, не знайомі з ударними інструментами, намагаються грати саме у відкритій постановці.
Відкрита постановка полегшує використання шульгами ударних установок правшів замість переміщення інструментів, вони грають у хай-хет провідною рукою. При грі у відкритій постановці часто переміщають хай-хет ліворуч праворуч, або ставлять праворуч додатковий. Також, при такій постановці хай-хет звичайно розташований нижче, ніж у стандартній. Іноді райд-тарілку переміщають у ліву частину установки, поруч із хай-хетом, що дозволяє не міняти постановку при грі в хет і райд.